# Café Bertrand
Café Bertrand est un groupe de rock français. Il est formé en 1992 et composé de Walther Gallay (chant et guitare), Evan Doucet (guitare), Alain Perusini (basse) et Yuri Quintero (batterie).

## Biographie

### Débuts (1992—1999)
Café Bertrand est un groupe de rock alternatif français qui se constitue en février 1992 en Haute-Savoie autour du chanteur et guitariste  Walther Gallay. Le nom du groupe tient son origine du Café chez Bertrand, bar parisien des années 1930 qui était l'un des premiers où se tenaient des « jam sessions », alors que ses principales influences musicales sont Deep Purple, Led Zeppelin, Trust et Téléphone. Malgré de nombreux changements dans la formation, une quinzaine de musiciens différents se succèdent, le groupe joue environ 200 concerts entre 1992 et 1995, année où il atteint la finale d'un tremplin pour le Printemps de Bourges et où il enregistre son premier album, Fils du vent. Le groupe se produit en ouverture d'artistes tels que Noir Désir, Les Négresses vertes, Pigalle et Maceo Parker avant d'être dissous en 1997 à la suite d'un grave accident survenu à Walther Gallay.

### Années 2000
Après quatre ans d'interruption, Café Bertrand se reforme au début des années 2000 avec de nouveaux musiciens pour entourer Walther Gallay, qui se concentre sur le chant et l'écriture des textes. C'est dans la région de Manosque que la formation prend ses quartiers avec désormais Dom Landoni à la guitare solo, Alain Perusini à la basse, Stéphane Honde à la guitare rythmique et Manu Lamic à la batterie. Le groupe enregistre à la fin de l'année 2004, en autoproduction sur son label Rock Revolution Records, l'album Les Airs empruntés, qui sort en 2005 et retient l'attention de magazines musicaux tels que Crossroads, après un passage remarqué au Hard Rock Cafe de Paris en mars 2005, Guitarist et Guitar Part. La formation est aussi repérée par le producteur de spectacles Gérard Drouot et, après avoir assuré la première partie de John Fogerty au Palais des congrès de Paris en juin 2006, elle ouvre pour Deep Purple sur l’ensemble des dates françaises de leurs tournées en 2006, 2007 et 2008, soit quarante dates. Un DVD intitulé Chapitre III, alternant documentaire et titres joués en live, sort en série limitée en mars 2007.
Le groupe profite de ces tournées pour parfaire les titres de son nouvel album, L’Art délicat du Rock and Roll, enregistré par Christophe Morin en octobre 2007 aux studios Ferber et 440 de Paris. L'album est mixé par Roger Glover, bassiste de Deep Purple et Peter Denenberg (Spin Doctors, Iggy Pop, Ron Wood...), matricé par Ted Jensen (Stereophonics, Lenny Kravitz, Metallica...) et sort en mai 2008.
En 2009, Gérard Drouot Productions place Café Bertrand en première partie de AC/DC à Marseille au stade Vélodrome le 9 juin et au Stade de France le 12 juin. Le groupe joue ensuite sur la scène du Montreux Jazz Festival. En raison de divergences artistiques, la formation est restructurée en janvier 2010. Walther Gallay, qui assure à nouveau la guitare rythmique en plus du chant, et Alain Perusini, qui était parti en 2008, sont désormais accompagnés par les frères Quintero (respectivement Yuri à la batterie et Nicolaï à la guitare solo). Du 10 avril au 8 mai 2010, le groupe est en tournée pour le Live chez toi Tour qui comprend dix dates en France, ainsi qu'une à Neuchâtel et une à Londres. Le groupe participe ensuite notamment au festival Long’I’Rock et se produit sur la scène de La Maroquinerie.

### Années 2010—2020
L'album suivant du groupe, Les Mains dans l'encre, est enregistré en juillet et août 2011 au studio Elisa de Forges-les-Eaux et à Manosque. L'album, qui comprend une reprise de la chanson Ils ont voté de Léo Ferré, sort en mai 2012 et la formation enchaîne les dates de concert avec sa tournée Un tour à Part, qui commence en septembre 2012. À l'affiche de nombreux festivals, Café Bertrand partage l'affiche avec Eiffel et Les Hyènes lors du Festiv'All The Music 2012 d'Annecy, première édition d'un festival parrainé par le groupe. Le clip Des cris sort en mai 2012, réalisé par Michaël Bernardat pour One O One Prod. Puis c'est le photoclip Un monde à part, réalisé par Frédéric Leschallier, qui sort, suivi du deuxième clip extrait de leur dernier album, Sir John. Le groupe fête ses vingt ans d'existence en sortant une compilation, 1992-2012, en version vinyle 33 Tours Picture Disc. Le groupe sort également Sir John en EP numérique quatre titres, dont trois inédits (C'est comme ça, reprise des Rita Mitsouko, Un monde à part en version acoustique et Des cris avec Roger Glover à la basse).
Le groupe fait ensuite une pause et change de guitariste en 2013, accueillant Cédric Toqué déjà guitariste de Café Bertrand en 2002 et 2003. Walther Gallay enregistre son premier album solo, Stigmates, qui sort en mars 2014 et réunit nombres d'invités et amis du chanteur, dont Roger Glover et Don Airey de Deep Purple. Le groupe sort le single La Route en septembre 2014 en préparation de son nouvel album, prévu pour 2016. Du 25 février au 10 avril 2016, la formation fait un appel à ses fans, pour un financement participatif via le site KissKissBankBank.
Café Bertrand assure la deuxième édition du Live Chez Toi Tour 2015 du 1er au 23 mai dans dix villes de France. Le groupe est à l'affiche du Festival de Néoules pour les vingt-cinq ans du festival varois et représente la France au Festival Invasion Pirates à Riga, en Lettonie, au mois d’août 2015[réf. nécessaire]. Café Bertrand sort son nouvel album QU4TRE le 25 mai 2017 et entame sa 25e année d'existence avec le Révolution Tour, une tournée qui défendra cet album en France et à l'étranger dès juin 2019, avec en dernière mouture à la guitare, Valentin Carpin, qui rejoint le groupe en janvier 2019.
Un double single "K.O. et La Foire des Oubliés", sort en début d'année 2020, mais pendant le confinement 2020, de Mars à Novembre, Café Bertrand enregistre un best-of acoustique 12 titres, "Enfermés Libres" qui sort dans la foulée en Décembre 2020. . Le groupe célèbre 30 ans d'existence en Mai 2022, et pour l'occasion, les musiciens enregistrent un 7ème et nouvel album 10 titres, "Capharnaüm" , qui sort chez Rock Revolution Records, le label historique du groupe, en Octobre 2022 sur toutes les plateformes et en version physique.